# St.-Laurentius-Kapelle (Rohrbach)
Die St.-Laurentius-Kapelle in Rohrbach, einem Stadtteil der Großen Kreisstadt Sinsheim im Rhein-Neckar-Kreis im nördlichen Baden-Württemberg, wurde 1966 eingeweiht. Die katholische Gemeinde hat zuvor seit dem späten 18. Jahrhundert eine Kapelle im Rohrbacher Rathaus genutzt und verfügt über eine historische Glocke aus der zweiten Hälfte des 15. Jahrhunderts.

## Geschichte
Die katholische Gemeinde hatte lange Zeit ihren Betraum im Obergeschoss des 1768/69 als Keltergebäude errichteten Alten Rathaus des Ortes. Der Dachreiter des Rathauses war im Besitz des katholischen Kirchenfonds. Die Räumlichkeiten genügten bis nach dem Zweiten Weltkrieg, als die katholische Gemeinde durch den Zustrom von Vertriebenen und Flüchtlingen stark anwuchs und das alte Rathaus allmählich in Verfall geriet. Die heutige Kapelle außerhalb der Ortsmitte wurde ab 1962 geplant und ab 1964 errichtet. Die Weihe der Kapelle fand am 19. Juni 1966 statt.

## Glocken
Die Gemeinde besaß zunächst keine eigenen Glocken, stattdessen hatte sie ein Mitbenutzungsrecht der lutherischen Kirchenglocken. Als man dann einen Betraum im heutigen Alten Rathaus bezog, befand sich im Dachreiter des Gebäudes zunächst eine Glocke, 1802 kam eine zweite hinzu. Vor dem Ersten Weltkrieg verfügte die Gemeinde über zwei Glocken. Die ältere der Glocken war eine Bronzeglocke mit einem Durchmesser von 46 cm, die dem Meister der Minuskelglocke von Ladenburg aus der zweiten Hälfte des 15. Jahrhunderts zugeschrieben wird und mit der Inschrift AVE MARIA DU BIST GNADEN FOL versehen ist. Die zweite bis 1917 vorhandene Glocke war 1776 bei Anselm Franz Speck in Heidelberg aus einer älteren Glocke von 1716 umgegossen worden.
Im Ersten Weltkrieg musste die Glocke aus dem 15. Jahrhundert zu Rüstungszwecken abgeliefert werden, kehrte jedoch unversehrt zurück und wurde 1932 wieder in den Dachreiter gesetzt. Im Zweiten Weltkrieg musste dann die Speck-Glocke von 1776 abgeliefert werden, sie wurde 1945 im Hamburger Glockenfriedhof zerstört.
Anlässlich des Bezugs der neu erbauten Laurentius-Kapelle mit ihrem freistehenden, spitz aufragenden Glockenturm wurde 1967 ein neues Zweigeläut bei Friedrich Wilhelm Schilling in Heidelberg gegossen. Die größere Glocke hat den Schlagton f‘‘, einen Durchmesser von 60 cm und ein Gewicht von 149 kg. Die kleinere Glocke hat den Schlagton as‘‘, einen Durchmesser von 51 kg und ein Gewicht von 86 kg. Die alte Glocke aus dem 15. Jahrhundert befindet sich außerdem weiterhin im Besitz der katholischen Gemeinde, wird jedoch nicht mehr geläutet, sondern ist seit dem Kirchenneubau an wechselnden Orten eingelagert.